# Арнбрук
Арнбрук (нім. Arnbruck) — громада в Німеччині, розташована в землі Баварія. Підпорядковується адміністративному округу Нижня Баварія. Входить до складу району Реген.
Площа — 37,90 км2. Населення становить 1985 ос. (станом на 31 грудня 2020).